# Conte di Iddesleigh
Conte di Iddesleigh è un titolo nobiliare inglese nella Parìa del Regno Unito.

## Storia

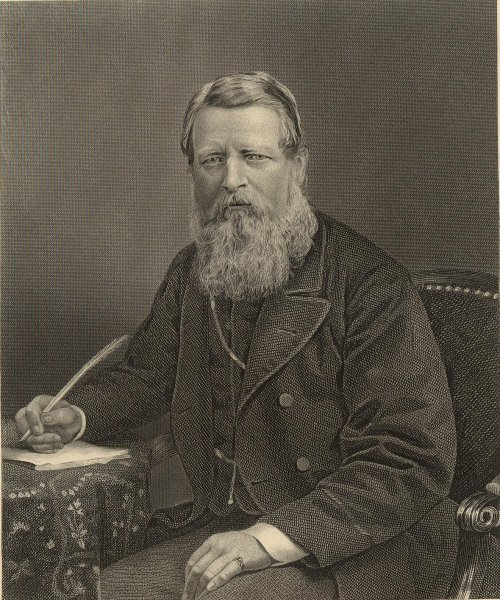
Stafford Henry Northcote,
I conte di Iddesleigh

Il titolo venne creato nel 1885 per il politico Sir Stafford Northcote, VIII baronetto, il quale fu President of the Board of Trade, Segretario di Stato per l'India, Cancelliere dello Scacchiere, First Lord of the Treasury e Segretario degli Affari Esteri nonché leader congiunto del partito conservatore dal 1881 al 1885. Northcote venne nominato Visconte St Cyres, di Newton Saint Cyres nella contea di Devon, contemporaneamente all'ottenimento della contea. Questi titoli vennero creati nella Parìa del Regno Unito.
Venne succeduto dal primogenito, il II conte, il quale fu consigliere della Board of Inland Revenue. Alla sua morte i suoi titoli passarono al nipote, il III conte, il quale era figlio minore del reverendo John Stafford Northcote, figlio terzogenito del I conte. Il figlio primogenito, il IV conte, prestò servizio come Deputato Luogotenente del Devon. Attualmente i titoli sono detenuti dal figlio di quest'ultimo, il V conte, succeduto al padre nel 2004.
Il Baronettaggio Northcote, di Haynes nella contea di Devon, venne creato nel Baronettaggio d'Inghilterra nel 1641 per John Northcote. Rappresentò Ashburton, Devon e Barnstaple alla camera dei comuni. Suo nipote, il III baronetto, morì senza figli nel 1709 e venne succeduto dal fratello minore, il IV baronetto, noto medico. Suo figlio, il V baronetto, sedette al parlamento per Exeter. Un discendente di questi, l'VIII baronetto, venne elevato alla parìa nel 1885.
La sede della famiglia è Hayne presso Exeter, nel Devon.

## Baronetti Northcote, di Hayne (1641)
- Sir John Northcote, I baronetto (1600–1676)
- Sir Arthur Northcote, II baronetto (1628–1688)
- Sir Francis Northcote, III baronetto (1659–1709)
- Sir Henry Northcote, IV baronetto (1667–1730)
- Sir Henry Northcote, V baronetto (1710–1743)
- Sir Stafford Northcote, VI baronetto (1736–1770)
- Sir Stafford Henry Northcote, VII baronetto (1762–1851)
- Sir Stafford Henry Northcote, VIII baronetto (1818–1887) (creato Conte di Iddesleigh nel 1885)

## Conti di Iddesleigh (1885)
- Stafford Henry Northcote, I conte di Iddesleigh (1818–1887)
- Walter Stafford Northcote, II conte di Iddesleigh (1845–1927)
- Henry Stafford Northcote, III conte di Iddesleigh (1901–1970)
- Stafford Henry Northcote, IV conte di Iddesleigh (1932–2004)
- John Stafford Northcote, V conte di Iddesleigh (n. 1957)

L'erede apparente è il figlio dell'attuale detentore del titolo, Thomas Stafford Northcote, visconte St Cyres (n. 1985).